# Richard Shelby
Richard Craig Shelby (Birmingham, 6 maggio 1934) è un politico e avvocato statunitense, senatore per lo stato dell'Alabama dal 1987 al 2023. Eletto per la prima volta al Senato degli Stati Uniti nel 1986 come Democratico, poi passato al Partito Repubblicano nel 1994, ha presieduto la Commissione per gli stanziamenti del Senato dal 2018 al 2021. In precedenza ha presieduto la Commissione per l'intelligence del Senato, la Commissione bancaria del Senato e la Commissione per le regole del Senato. È il senatore statunitense più longevo dell'Alabama, superando il record di John Sparkman nel marzo 2019. 
Ha lavorato come magistrato per il distretto settentrionale dell'Alabama (1966-1970) e assistente speciale del procuratore generale dell'Alabama (1969-1971). Ha conquistato un seggio al Senato dell'Alabama nel 1970 e nel 1978 è stato eletto dal 7º distretto alla Camera dei rappresentanti degli Stati Uniti, dove faceva parte di un gruppo di democratici conservatori conosciuti come i boll weevils.
Nel 1986 Shelby ha vinto le elezioni come democratico per il Senato degli Stati Uniti. Nel 1994, il giorno dopo la rivoluzione repubblicana in cui il GOP ottenne la maggioranza al Congresso a metà del primo mandato del presidente Bill Clinton, Shelby cambiò partito e divenne repubblicano. È stato rieletto con un ampio margine nel 1998 e da allora non ha dovuto affrontare alcuna opposizione elettorale significativa. È stato il decano della delegazione del Congresso dell'Alabama.
Nel febbraio 2021 Shelby ha annunciato che non avrebbe cercato la rielezione per un altro mandato l'anno successivo . Alle elezioni per il Senato del 2022 i cittadini dell'Alabama hanno eletto l'imprenditrice repubblicana Katie Britt come suo successore.

## Biografia
Shelby è nato a Birmingham, Alabama, figlio di Alice L. (nata Skinner) e Ozie Houston Shelby. Si diplomò nel 1953 alla Hueytown High School di Hueytown, in Alabama, poi si laureò all'Università dell'Alabama nel 1957. Frequentò quini la Birmingham School of Law, dove conseguì il dottorato in giurisprudenza nel 1961. 
Shelby è stato un pubblico ministero a Tuscaloosa, Alabama, dal 1963 al 1971. Dal 1966 al 1970 è stato magistrato degli Stati Uniti per il distretto settentrionale dell'Alabama; dal 1969 al 1971 è stato assistente speciale del procuratore generale di Stato.

### Elezione come membro del Partito Democratico
Shelby è stato eletto al Senato dell'Alabama nel 1970 e lo è stato fino al 1978. Quell'anno è stato eletto alla Camera dei rappresentanti degli Stati Uniti dal 7º distretto con sede a Tuscaloosa al momento del pensionamento di Walter Flowers. È stato rieletto tre volte. Shelby era uno dei democratici più conservatori al Congresso e un membro dei boll weevils, un gruppo di democratici di tendenza da moderata a conservatrice che spesso lavoravano con il presidente Ronald Reagan su questioni di difesa. 

### "Switch" al Partito Repubblicano
Il 9 novembre 1994, Shelby ha aderito al partito repubblicano, il giorno dopo la "rivoluzione repubblicana" in cui i repubblicani hanno ottenuto il controllo di entrambe le Camere alle elezioni di medio termine, dando loro una maggioranza di 53-47 al Senato. Ha ottenuto il suo primo mandato completo come repubblicano nel 1998 con ampio margine.

## Vita privata
Shelby è sposato con Annette Nevin Shelby da oltre 60 anni; la coppia ha due figli, Richard Jr. e Claude. Nel 2018, secondo OpenSecrets.org, il patrimonio netto di Shelby era di oltre 19 milioni di dollari.